# Fritz Machlup
Fritz Machlup (15 de Dezembro de 1902 – 30 de Janeiro de 1983) foi um economista austro-americano. Ele foi notável por ser um dos primeiros economistas a examinar o conhecimento como um recurso econômico.

## Vida e Carreira
Nascido em Wiener-Neustadt, Áustria, perto de Viena; seu pai era um empresário que possuía duas fábricas de papelão. Ele adquiriu seu doutorado na Universidade de Viena. Ele fugiu do nazismo alemão para os Estados Unidos em 1933 e se tornou um cidadão estadunidense em 1940. 
O trabalho-chave de Machlup foi The Production and Distribution of Knowledge in the United States (A produção e distribuição do conhecimento nos Estados Unidos), de 1962, no qual é creditado com popularização o conceito de sociedade da informação. 
Antes de sua morte ele completou o terceiro de uma série de volumes chamados Knowledge: Its Creation, Distribution, and Economic Significance (Conhecimento: sua criação, distribuição e significância econômica).  
Machlup também é creditado de ter formado o Bellagio Group no início da década de 1960. Este grupo foi o antecessor direto do influente corpo de consultoria financeira, o Group of Thirty, no qual ele se tornou membro em 1979.

## Trabalhos principais
- Die Goldkernwährung, 1925. (dissertação sobre Ludwig von Mises)
- "Transfer and Price Effects", 1930, ZfN.
- The Stock Market, Credit and Capital Formation, 1931.
- "The Liquidity of Short-Term Capital", 1932, Economica.
- "A Note on Fixed Costs", 1934, Quarterly Journal of Economics (QJE).
- "Professor Knight and the Period of Production", 1935, Journal of Political Economy (JPE).
- "The Commonsense of the Elasticity of Substitution", 1935, Review of Economic Studies (RES).
- "The Rate of Interest as Cost Factor and as a Capitalization Factor", 1935, American Economic Review (AER).
- "Why Bother with Methodology?", 1936, Economica.
- "On the Meaning of Marginal Product", 1937, Explorations in Economics.
- "Monopoly and Competition: A clarification of market positions", 1937, AER.
- "Evaluation of Practical Significance of the Theory of Monopolistic Competition", 1939, AER.
- "Period Analysis and Multiplier Theory", 1939, QJE.
- "The Theory of Foreign Exchange", 1939-40, Economica.
- "Eight Questions on Gold", 1941, AER.
- "Forced or Induced Savings: An exploration into its synonyms and homonyms", 1943, Review of Economics and Statistics (REStat).
- International Trade and the National Income Multiplier, 1943.
- "Marginal Analysis and Empirical Research", 1946, AER.
- "A Rejoinder to an Anti-Marginalist", 1947, AER.
- "Monopolistic Wage Determination as a Part of the General Problem of Monopoly", 1947, in Wage Determination and the Economics of Liberalism.
- "Elasticity Pessimism in International Trade", 1950, Economia Internazionale.
- "Three Concepts of the Balance of Payments and the So-Called Dollar Shortage", 1950, The Economic Journal (EJ).
- "Schumpeter's Economic Methodology", 1951, REStat.
- The Political Economy of Monopoly, 1952
- "The Characteristics and Classification of Oligopoly", 1952, Kyklos.
- The Economics of Sellers' Competition, 1952
- "Dollar Shortage and Disparities in the Growth of Productivity", 1954, Scottish JPE.
- "The Problem of Verification in Economics", 1955, Southern EJ.
- "Characteristics and Types of Price Discrimination", 1955, in Stigler, editor, Business Concentration and Price Policies.
- "Relative Prices and Aggregate Spending in the Analysis of Devaluation", 1955, AER.
- "The Inferiority Complex of the Social Sciences", 1956, in Sennholz, editor, On Freedom and Free Enterprise.
- "The Terms-of-Trade Effects of Devaluation upon Real Income and the Balance of Trade", 1956, Kyklos.
- "Professor Hicks' Revision of Demand Theory", 1957, AER.
- "Disputes, Paradoxes and Dilemmas Concerning Economic Development", 1957, RISE.
- "Equilibrium and Disequilibrium: Misplaced concreteness and disguised politics", 1958, EJ.
- "Can There Be Too Much Research?", 1958, Science.
- "Structure and Structural Change: Weaselwords and jargon", 1958, ZfN.
- "The Optimum Lag of Imitation Behind Innovation", 1958, Festskrift til Frederik Zeuthen.
- "Statics and Dynamics: Kaleidoscopic words", 1959, Southern EJ.
- Micro and Macro-Economics: Contested boundaries and claims of superiority, 1960.
- "Operational Concepts and Mental Constructs in Model and Theory Formation", 1960, GdE.
- "The Supply of Inventors and Inventions", 1960, WWA.
- "Another View of Cost-Push and Demand-Pull Inflation", 1960, REStat.
- "Are the Social Sciences Really Inferior?", 1961, Southern EJ.
- The Production and Distribution of Knowledge in the United States, 1962.
- Essays in Economic Semantics, 1963.
- "Why Economists Disagree", 1964, Proceedings of APS.
- International Payments, Debts and Gold, 1964.
- "The Cloakroom Rule of International Reserve Creation and Resources Transfer", 1965, QJE.
- "Adjustment, Compensatory Correction and Financing of Imbalances in International Payments", 1965, in Baldwin et al., Trade, Growth and the Balance of Payments.
- "The Need for Monetary Reserves", 1966, Banca Nazionale del Lavoro, Quarterly Review (BNLQR).
- "Operationalism and Pure Theory in Economics", in Krupp, editor, The Structure of Economics.
- "Corporate Management, National Interest and Behavioral Theory", 1967, JPE.
- "Theories of the Firm: Marginalist, behavioral and managerial", 1967, AER.
- "If Matter Could Talk", 1969, in Morgenbesser et al., editors, Philosophy, Science and Methodology.
- "Liberalism and Choice of Freedoms", 1969, in Streissler et al., editors, Roads to Freedom: Essays in honor of Friedrich A. von Hayek.
- "Eurodollar Creation: A mystery story", 1970, BNLQR.
- "Homo Oeconomicus and His Class Mates", 1970, in Natanson, editor, Phenomenology and Social Reality.
- "The Universal Bogey", 1972, in Preston and Corry, editors, Essays in Honor of Lord Robbins.
- "Friedrich von Hayek's Contributions to Economics", 1974, Swedish JE.
- "A History of Thought on Economic Integration", 1977, Columbia University Press.